# Palmknihy
Palmknihy jsou české online knihkupectví, které prodává knihy, elektronické knihy a audioknihy. Ke stažení zdarma nabízí i aplikaci Palmknihy pro mobilní telefony s operačním systémem Android a iOS. Palmknihy jsou také e-knižní distribucí a pro firemní zákazníky poskytují multilicence na odborné elektronické knihy.

## Historie
Web v roce 1999 založili Jiří Vlček a Martin Bodlák a nejprve nabízel pouze elektronické knihy ke stažení zdarma. V roce 2006 začal e-knihy prodávat. Je tak nejstarším prodejcem elektronických knih na českém trhu. Firma prosazuje tzv. sociální DRM (do každé zakoupené e-knihy je implementován text s osobními údaji držitele dané kopie, čímž se má zabránit, aby tento soubor dále poskytoval zdarma). Od roku 2010 prodávají audioknihy. Do roku 2012 web vyžadoval ověření totožnosti pomocí klasického dopisu, téhož roku začaly Palmknihy nabízet i knihy s tvrdým DRM a spolupracovat s Alza.cz, o rok později uzavřely strategické partnerství s portálem iDnes.cz.
V roce 2011 prodaly přes 7 000 kusů elektronických knih. Roku 2014 prodaly 300 000 kusů e-knih, tržby činily 30 milionů korun.
V roce 2014 společně s partnery Alza a iDnes držely 35–50 % podíl na českém trhu s e-knihami.
V roce 2016 odkoupila Palmknihy společnost Albatros Media.
V roce 2020 začaly Palmknihy prodávat také tištěné knihy a staly se plnosortimentním online knihkupectvím. V roce 2021 se staly partnerem cen Magnesia Litera, konkrétně ceny Palmknihy Litera za prózu.